# 亨利·莫塞莱
亨利·格溫·傑弗里·莫塞莱（Henry Gwyn Jeffreys Moseley，1887年11月23日—1915年8月），英国物理学家和化学家。莫塞莱对物理学和化学做出的最重大的贡献就是打破先前物理学理论的成见，发现了原子序数这一概念。莫塞莱定律通过对元素周期表中的元素的正确排列，修正了化学中的众多基础概念。
当尼尔斯·玻尔为重构氢原子结构而创立了玻尔模型的同时，莫塞莱定律也首次通过实验验证了该模型，极大地推动了物理学的发展。这一理论完善了欧内斯特·卢瑟福和安东尼斯·范登布勒克的模型，后者设想元素周期表中的元素序数等于原子核中的有效核电荷数量。至今为止，莫塞莱定律仍得到物理学界的普遍认可。
第一次世界大战爆发后，莫塞莱毅然离开了牛津大学的研究室，成为英军的皇家工兵的一名志愿兵。1915年4月，他作为负责电话通讯的军官，受命前往土耳其的加里波利半岛。同年8月10日，他在加里波利之战中被敌军开枪击中死亡，年仅27岁。当时多位人士都感慨，如果莫塞莱能够幸存到1916年，他将极有可能获得诺贝尔物理学奖。

## 生平
1887年，亨利·格温杰·弗里斯·莫塞莱出生于英国南部海岸的韦茅斯。他的父亲亨利·诺替吉·莫塞莱（Henry Nottidge Moseley，1844-1891）是一名牛津大学的解剖学和生理学教授，并曾经参加过著名的挑战者号科考活动。但在小亨利4岁时，他父亲就因病去世。莫塞莱的母亲艾玛贝尔·格温杰·弗里斯·莫塞莱，是生物学家和贝壳学者约翰·格温杰·弗里斯的女儿。
亨利莫塞莱在Summer Fields学校（至今该校的一个组织仍以莫塞莱命名）时就以学业优异而广受关注，此后也获得皇室奖学金，升入著名的伊顿公学 。1906年，莫塞莱进入牛津大学的三一学院，获得了学士学位。1910年大学毕业后不久，莫塞莱进入曼彻斯特大学，在物理学家欧内斯特·卢瑟福的指导下担任助教工作。在曼大的第一年，他担任助教，将主要精力都投入了教学工作，但从第二年起，莫塞莱开始全力投身于科研工作，成为了一名科研助手。1913年11月，卢瑟福曾邀请莫塞莱一起回到牛津大学，并提供他良好的实验室资源，但莫塞莱婉拒了导师的邀请。

## 对物理学和化学的贡献
莫塞莱在1912年的测试β粒子能量的实验中发现，放射性物质发生β衰变时会产生高电势能，从而发明了第一个核电池，但是他无法制造出一百万伏的能量来阻停β粒子。
1913年，莫斯利利用水晶X射线衍射法观察和测量了多种金属化学元素的电磁波谱。这一利用布拉格衍射来确定X射线波长的方法，是物理学中对X射线光谱的开创性的利用。莫斯里发现实验中测得的X射线波长与X射线管靶中的金属元素原子数之间有系统性的数学关系。这被物理学界称为莫塞莱定律。
在莫塞莱的这一发现之前，诸如俄国著名化学家门捷列夫在内的化学界普遍认为化学元素的序数由原子量所决定。在门捷列夫创制的元素周期表中，他调整了部分元素的位置。举例来说，尽管金属钴和镍这两种元素的原子量几乎相等，但根据两者的物理和化学属性，门捷列夫分别将其原子序数定义为27和28。事实上，钴的原子量略大于镍，如果根据原子量排序，那么钴应当排在镍之后。但是在莫塞莱的X射线光谱实验中，他根据波长来排列这两种元素，就很正确地得出了27（钴）和28（镍）这个排序结果。由此，莫塞莱的实验成果说明化学元素的序数并非化学家的主观推测，而是依据X射线实验的客观结果所获得的。
此外，通过实验，莫塞莱也显示了元素周期表中有若干暂未被发现的空缺位置，如43、61、72和75。现在，这些序数的元素均已被发现，分别是两种人工放射性元素（“锝”、“钷”）和两种稀有元素（“铪”、“铼”）。后两种稀有元素直到1923年和1925年才被科学家发现。在莫塞莱去世前，上述四种元素都不被世人所知，甚至其存在也曾存疑。根据门捷列夫的预测，他预计到元素周期表中有些空白位置的元素，之后果然被“锝”所填补。而捷克化学家博胡斯拉夫·布劳纳也预测到了“钷”的存在。莫塞莱的实验证实了两个尚未发现的元素的序数分别为43和61。此外，莫塞莱也补充预测了两个原子序数为72和75的元素，并极有力地证明了在周期表中铝元素（13号）和金元素（79号）之间不再存在任何空白。
这个有关是否存在更多未知元素（所谓“遗漏”的元素）的问题曾经长期困扰着全球的化学家，尤其是在大量镧系稀土元素被发现之后。而莫塞莱成功地证明了上述镧系元素的数量从“镧”到“镥”不多不少只有15种。在20世纪初期的国际化学界，镧系元素的原子序数排列是个離解決還很遠的难题。当时的化学家尚不能提炼出各种镧系元素的纯物质或者盐溶液，有些时候也无法分辨两种稀有元素混合物与纯物质。举例来说，19世纪的化学家曾经提炼出一种称作“didymium”的元素，但多年后才被证实它其实是两种类似的稀有元素的混合物，这两种元素分别被后人命名为“钕”和“镨”，其含义分别为“新的双生儿”和“绿色的双生儿”。但在莫塞莱的年代，人们尚未发明出通过“离子交换法”来分离稀土元素。
莫塞莱在早期的X射线光谱实验中采用的方法可以解决上述这些困扰了化学界相当久年份的问题。莫塞莱还预测了编号为61的元素的存在，这种镧系元素当时并未被发现。多年之后，这种元素在核反应过程中被人工合成，并被命名为“钷” 。

## 战死及身后
1914年上半年，莫塞莱辞去了曼彻斯特大学的职位，计划回到牛津大学继续他的物理学研究。但1914年8月，第一次世界大战爆发，他放弃了这份工作，并报名参加英军的皇家工兵部队。1915年4月开始的加里波利战役中，他在军中司职通讯技术官员。在一次用电话传递军事命令的时候，他被一名土耳其的狙击手击中头部而牺牲。美国著名作家阿西莫夫曾写道：“从莫塞莱已经取得的成就来看，……他的死亡可能是这场战争中对全体人类而言代价最为惨重的牺牲。” 正是受到一战中莫塞莱阵亡事件的影响，英国政府推出了一项政策，不再准许那些成就突出或者大有前途的科学家被招入军中服役。
阿西莫夫还大胆预测，如果莫塞莱不是在当年牺牲的话，那么极有可能被授予1916年度的诺贝尔物理学奖（该年度的物理学奖和化学奖最终都未颁出）。事实上，过往的两届（1914、1915）和之后的一届（1917）的物理学奖的获奖情况也可以佐证阿西莫夫的猜想。1914年的诺奖颁发给了德国物理学家马克斯·冯·劳厄，以表彰他发现的晶体中X射线的衍射现象。这一成果直接决定了X射线光电子能谱的诞生。紧接着的1915年，英国的威廉·亨利·布拉格和威廉·劳伦斯·布拉格这一对父子因为利用X射线观测晶体结构这一技术获得了当年的诺贝尔物理学奖。此后，莫塞莱利用X射线衍射实验测量了多种金属元素的X射线波长。这是X射线光电子能谱的首次利用，也是创立X射线晶体学的关键一步。此外，莫塞莱有关原子序数的研究和分析是当时物理学上的重大突破。基于这些前人的研究成果，1917年诺贝尔物理学奖获得者查尔斯·巴克拉因其对多种金属元素中发现的X射线衍射现象的发现而得奖。莫塞莱的研究领域与上述几位获奖的物理学同行属于同一领域，而且他对原子序数的发现所带来的影响更为深远。欧内斯特·卢瑟福如此评价莫塞莱的成绩：“他研究生涯起步的这两年的研究已经足以为他带来一座诺贝尔奖杯。” 
在很多科学家看来，在27岁就英年早逝的莫塞莱假如能够活下来，他必将为原子结构的研究做出更大的贡献。1962年尼尔斯·玻尔说道：“你们看到当初卢瑟福的工作（关于核原子）并未收到重视。我们今天无法理解当初为何这一研究根本未被看重。当时根本没有任何地位。而最伟大的变化来自莫塞莱。”
鉴于莫塞莱的成就，曼彻斯特大学和伊顿公学内有纪念他的牌匾以及皇家学会设立的一项奖金。该奖金的第二任获奖者帕特里克·布莱克特后来也成为了皇家学会的主席。

## 参阅
- 拉塞福散射
- 波耳模型

## 脚注
1. ↑  Ernest Rutherford, "Moseley, Henry Gwyn Jeffreys", in Oxford Dictionary of National Biography, http://www.oxforddnb.com/article/35125 （页面存档备份，存于） .
2. ↑  Isaac Asimov (1972), Asimov's Biographical Encyclopedia of Science and technology, New York:  Doubleday, p. 921.  ISBN 978-0-385-17771-9.
3. ↑  .   [2014-01-03]. （原始内容存档于2017-11-09）.
4. ↑  After the death of her first husband, she married again, to William Johnson Sollas, a professor of geology at Oxford University. Anabel Moseley was also the British ladies' champion of chess in 1913
5. ↑  John L. Heilbron. . Isis. 1966, 57 (3): 336–364. ISSN 0021-1753. JSTOR 228365. doi:10.1086/350143.- JSTOR article; permission required
6. ↑  .   [2012-04-02]. （原始内容存档于2009-08-27）.
7. ↑  Heilbron 1974，第95頁
8. ↑  Moseley, H.G.W. . Proceedings of the Royal Society. 1913, 88: 471–6  [5 Jan 2013]. （原始内容存档于2016-03-04）.
9. ↑  .   [2014-01-03]. （原始内容存档于2012-03-23）.
10. ↑  Asimov, Isaac. . New York: Doubleday and Company. 1972: 921. ISBN 0-385-17771-2.
11. ↑  Smoot, Robert C.; Jack Price. . Charles E. Merrill Publishing Co. 1983: 195. ISBN 0-675-07160-7.
12. ↑  
Rutherford, Ernest, , Oxford Dictionary of National Biography,   [5 Jan 2013]
13. ↑  . American Institute of Physics.   [2012-09-07]. （原始内容存档于2015-05-08）.
14. ↑  Heibron 1874，第126頁